# Henry Paul Talbot

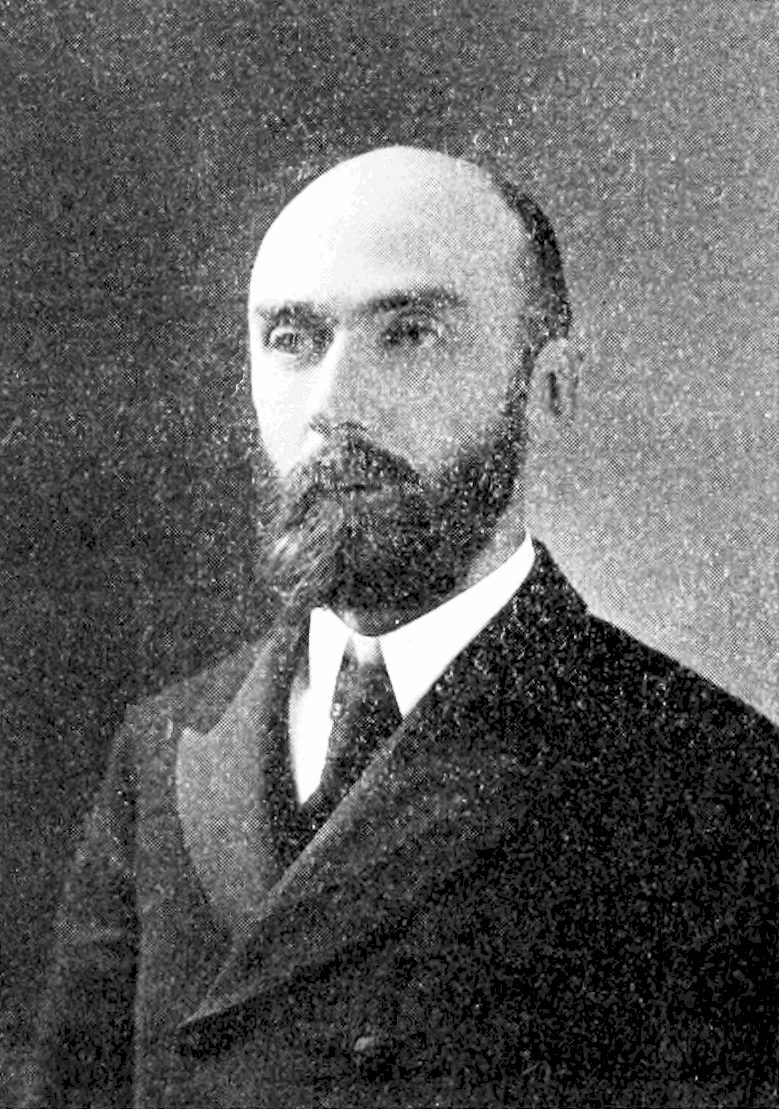
Henry Paul Talbot

Henry Paul „Harry“ Talbot (* 15. Mai 1864 in Boston, Massachusetts; † 18. Juni 1927) war ein US-amerikanischer Chemiker am Massachusetts Institute of Technology. Er konnte wesentlich zu dem guten zeitgenössischen Ruf dieser Universität in Forschung und Lehre beitragen.

## Leben
Talbot erwarb 1885 am Massachusetts Institute of Technology (MIT) einen Bachelor in analytischer Chemie. Er arbeitete zunächst als wissenschaftlicher Assistent, dann als Dozent (Instructor) für analytische Chemie am MIT, bevor er an der Universität Leipzig seine Studien fortsetzte. In Leipzig erwarb er 1890 einen Ph.D., wobei er sich unter anderem mit organischer und physikalischer Chemie beschäftigte. Anschließend arbeitete er wieder als Dozent am MIT.
1892 erhielt Talbot am MIT eine erste Professur (Assistant Professor), 1895 wurde er Associate Professor. Zusätzlich hielt er zwischen 1892 und 1894 Vorlesungen am Wellesley College, einer privaten Hochschule für Frauen. Talbot führte am MIT als einer der ersten in den Vereinigten Staaten einen Kurs in physikalischer Chemie ein. 1898 erhielt er eine ordentliche Professur, 1901 übernahm er die Leitung der Chemie am MIT. Im Ersten Weltkrieg beriet er das United States Bureau of Mines, eine Bergbaubehörde, und das Kriegsministerium, wobei er sich vor allem mit Giftgas beschäftigte. Nach dem Tod von Richard Cockburn Maclaurin (1870–1920) übernahm Talbot interimistisch die Leitung des MIT, ab 1921 bis zu seinem Tode war er Studiendekan am MIT.
1896 wurde Talbot in die American Association for the Advancement of Science (AAAS), 1899 in die American Academy of Arts and Sciences gewählt. 1908 wurde er Vizepräsident der AAAS. 1921 erhielt er ein Ehrendoktorat des Dartmouth College.
Talbot war seit 1891 mit Frances E. Dukehart verheiratet. Das Paar hatte keine Kinder.

## Schriften
- An Introductory Course of Quantitative Chemical Analysis, 1897.
- Bibliography of the Analytical Chemistry of Manganese, 1902.
- Mit Arthur A. Blanchard: The Electrolytic Dissociation Theory, 1905.
- Talbot's quantitative chemical analysis, 1937.